# Yeonje-gu
Yeonje-gu (koreanisch 연제구) ist einer der 16 Stadtteile von Busan und hat 210.221 Einwohner (Stand: 2019). Es handelt sich dabei um einen der zentralen Bezirke der Stadt. Der Bezirk grenzt im Uhrzeigersinn an die Stadtteile Dongnae-gu, Haeundae-gu, Suyeong-gu, Nam-gu und Busanjin-gu.

## Bezirke

Verwaltungseinheiten des Yeonje-gu

Yeonje-gu besteht nur aus zwei dong (Teilbezirke), wobei beide in vier beziehungsweise neun weitere dong unterteilt sind. Somit verfügt der Bezirk insgesamt über 13 dong. Der Name des Bezirkes leitet sich auch aus den Silben Yeon und je seiner dong ab.
- Geoje-dong (4 administrative dong)
- Yeonsan-dong (9 administrative dong)

## Verwaltung
Als Bezirksbürgermeister amtiert Lee Seong-moon (이성문). Er gehört der Deobureo-minju-Partei an.